# Doina Robu
Doina Robu (nacida Doina Ciucanu, Piatra Neamț, 22 de julio de 1967) es una deportista rumana que compitió en remo. Su esposo, Valentin Robu, compitió en el mismo deporte.
Participó en dos Juegos Olímpicos de Verano, en los años 1992 y 1996, obteniendo una medalla de plata en Barcelona 1992, en la prueba de ocho con timonel.
Ganó cinco medallas en el Campeonato Mundial de Remo entre los años 1986 y 1993.

## Palmarés internacional
| Juegos Olímpicos   | Juegos Olímpicos         | Juegos Olímpicos  | Juegos Olímpicos   |
| Año                | Lugar                    | Medalla           | Prueba             |
| ------------------ | ------------------------ | ----------------- | ------------------ |
| 1992               | Barcelona (España)       | Medalla de plata  | Ocho con timonel   |
| Campeonato Mundial |                          |                   |                    |
| Año                | Lugar                    | Medalla           | Prueba             |
| 1986               | Nottingham (Reino Unido) | Medalla de plata  | Cuatro scull       |
| 1990               | Tasmania (Australia)     | Medalla de oro    | Cuatro sin timonel |
| 1990               | Tasmania (Australia)     | Medalla de oro    | Ocho con timonel   |
| 1991               | Viena (Austria)          | Medalla de bronce | Ocho con timonel   |
| 1993               | Račice (República Checa) | Medalla de oro    | Ocho con timonel   |